# Nghĩa trang Do Thái ở Białystok, phố Wschodnia

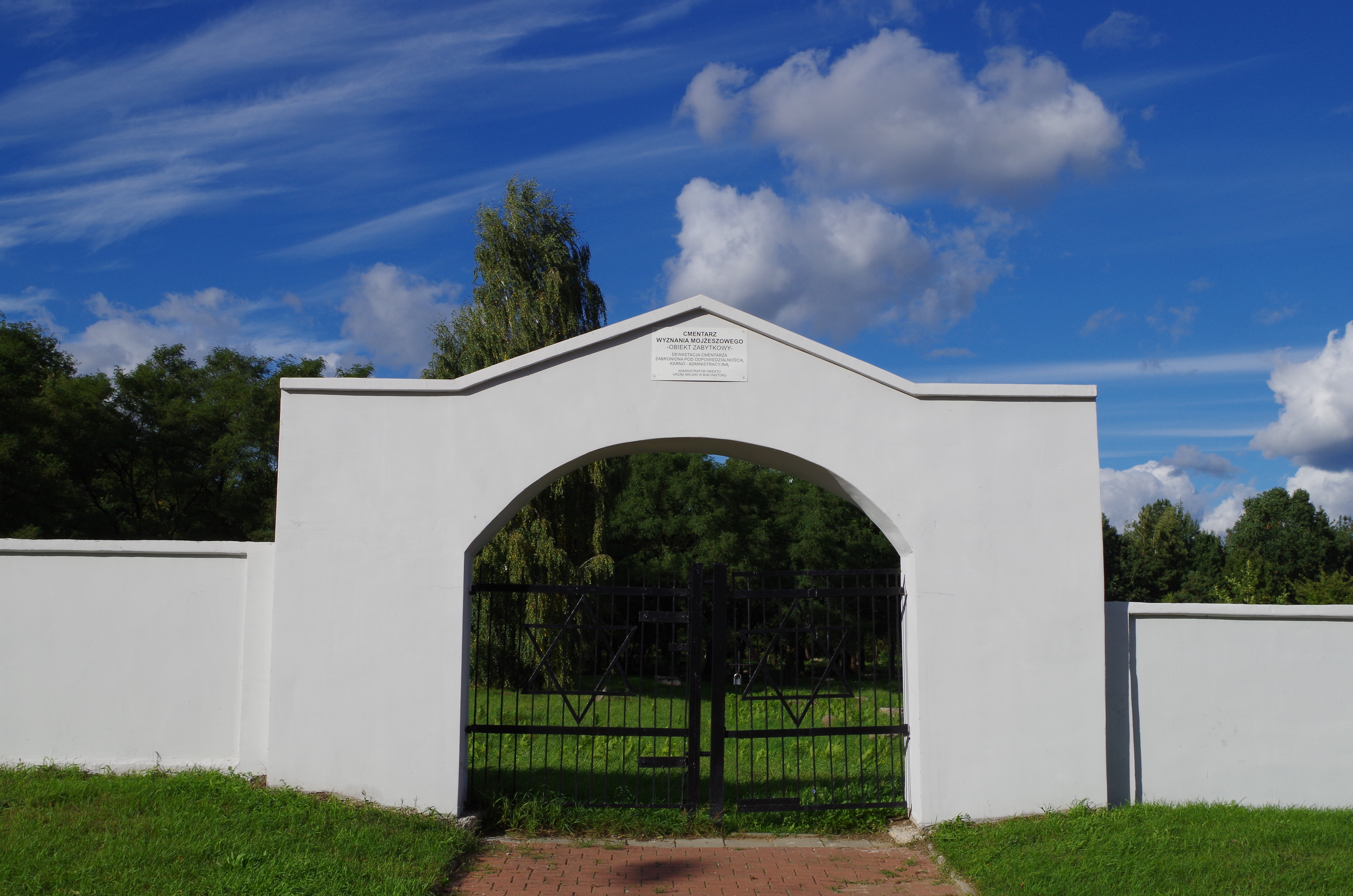
Lối vào nghĩa trang Do Thái

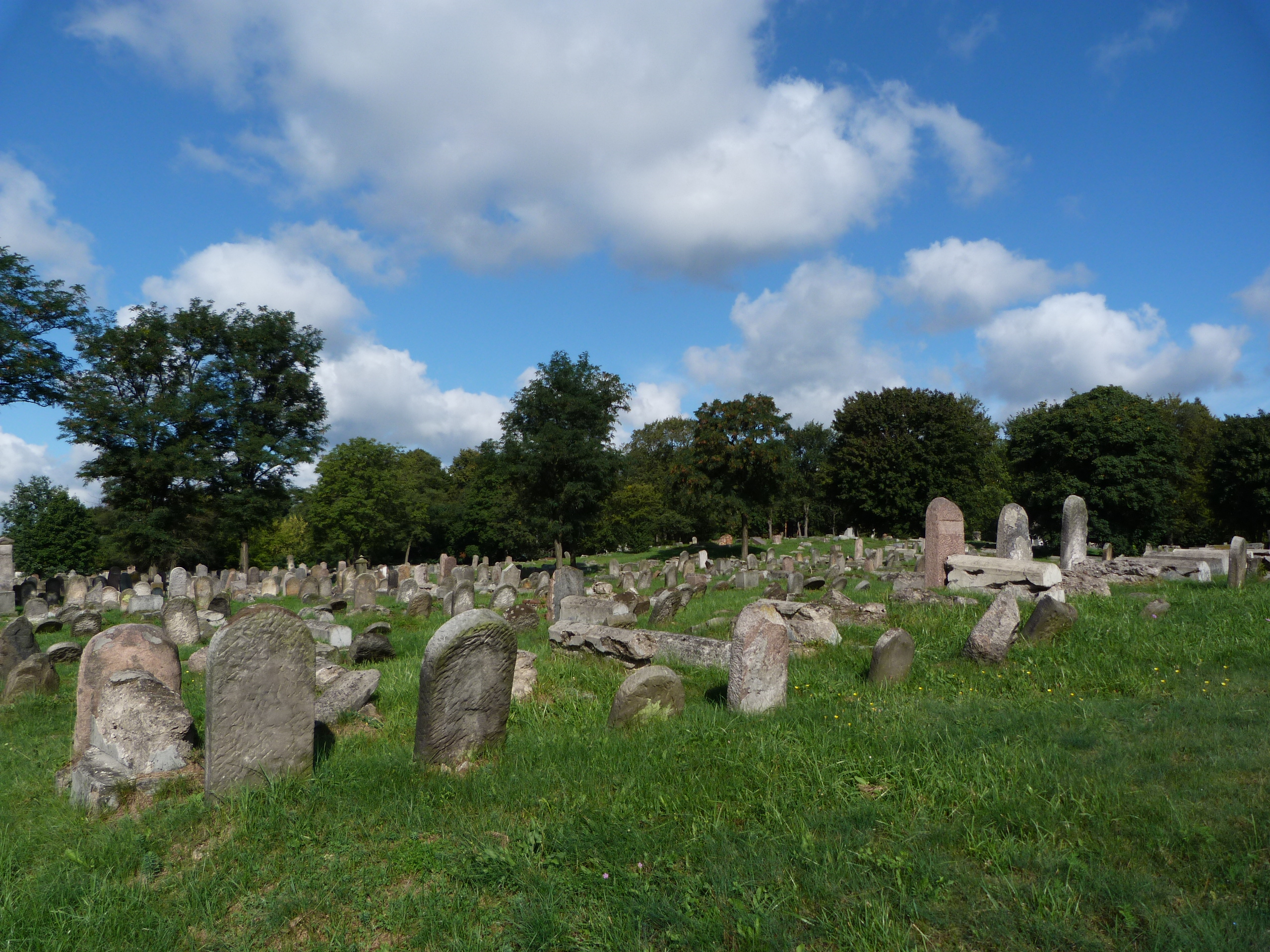
Nghĩa trang của người Do Thái

Nghĩa trang Do Thái ở phố Wschodnia, Białystok (Podlaskie Voivodeship, Ba Lan) được tạo ra vào khoảng năm 1890, sau khi đóng cửa nghĩa trang cũ trên phố Kalinowski. Nghĩa trang Do Thái là một di tích được liệt kê.
Đây là nghĩa trang Do Thái duy nhất còn sót lại ở Białystok và là một trong những nghĩa trang Do Thái lớn nhất ở Ba Lan. Bức tường ranh giới bằng gạch có diện tích 12,5 ha, chứa khoảng 6.000 Matzevah - và cái lâu đời nhất có niên đại từ năm 1876. Matzevah được làm bằng cẩm thạch, hoa cương, đá vôi và sa thạch. Có những dòng chữ được viết bằng tiếng Do Thái, tiếng Yiddish, tiếng Ba Lan, tiếng Nga và tiếng Đức.
Có hai tòa nhà trong khuôn viên nghĩa trang: nhà <i id="mwHg">Tahara</i> và nhà của người cai ngục và người đào mộ. Vụ chôn cất cuối cùng diễn ra vào năm 1969. Vào ngày 17 tháng 7 năm 1973, nghĩa trang đã bị đóng cửa hoàn toàn.
Có một tượng đài trong nghĩa trang tưởng niệm khoảng 90 người Do Thái đã mất mạng trong một cuộc pogrom được thực hiện bởi người Nga vào năm 1906, được công bố trước Thế chiến thứ hai. Tên của các nạn nhân trong pogrom này được khắc trên đá đen. 

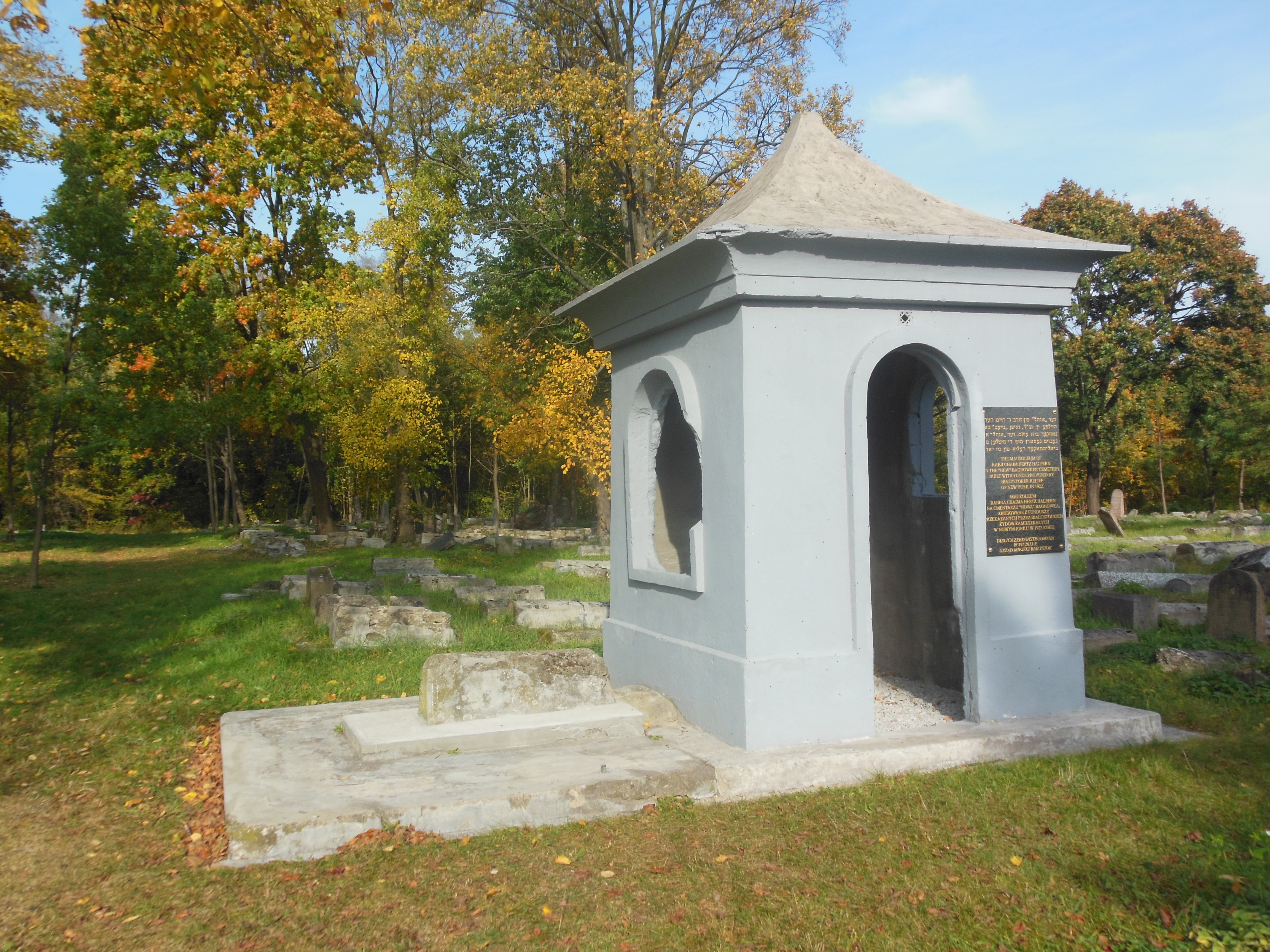
Lăng của Rabbiner Chaim Herz Halpern

## Chôn cất đáng chú ý
- Chaim Herz Halpern (mất năm 1919), Rabbi